# Giuseppe Accoramboni
Giuseppe Accoramboni (Preci, 24 de septiembre de 1672 - Roma, 21 de marzo de 1747), fue un cardenal italiano de la Iglesia católica.

## Biografía
Fue nombrado cardenal durante el papado de Benedicto XIII, el 20 de septiembre de 1728.
Está enterrado en la Iglesia de San Ignacio (Roma).